# ARN de voûte

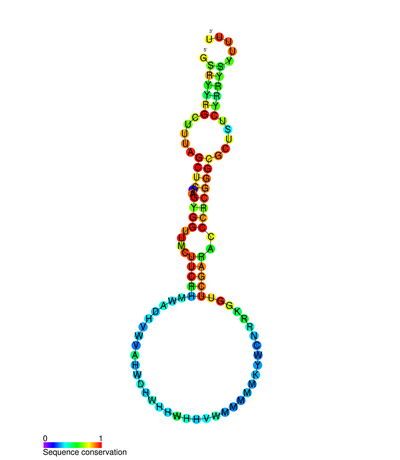
Structure secondaire d'un ARN de voûte.

Un ARN de voûte (ARNv, voire ARNtv), est un ARN constitutif des voûtes, qui sont des organites ribonucléoprotéiques associés aux pores nucléaires chez la plupart des eucaryotes. Ces voûtes sont des complexes formés de 78 protéines de voûte majeures (MVP), deux protéines de voûte mineures (VPARP et TEP1) et de 8 à 16 molécules de petits ARN non traduits de 86 à 141 bases. Ces derniers se trouvent à proximité des sommets des coiffes protéiques formant les deux hémisphères des voûtes. Cette localisation suggère qu'ils puissent interagir à la fois avec l'intérieur et avec l'extérieur de l'organite. On a par ailleurs montré que la protéine TEP1 intervient dans la stabilisation de l'ARNv et que cet ARN contient de nombreux résidus de cytosine méthylés par la protéine NSun2. La formation de courts fragments d'ARNv est altérée en l'absence de méthylation de la cytosine par NSun2.